# اسمیتس فری، آیداهو
اسمیتس فری (به انگلیسی: Smiths Ferry) یک منطقهٔ مسکونی در ایالات متحده آمریکا است که در شهرستان ولی، آیداهو واقع شده‌است. اسمیتس فری ۷۵ نفر جمعیت دارد و ۱٬۳۸۸٫۰۸ متر بالاتر از سطح دریا واقع شده‌است.